# Temps imaginaire
 (juin 2023).
Si vous disposez d'ouvrages ou d'articles de référence ou si vous connaissez des sites web de qualité traitant du thème abordé ici, merci de compléter l'article en donnant les références utiles à sa vérifiabilité et en les liant à la section « Notes et références ».

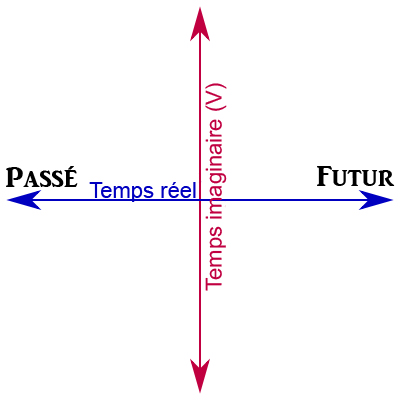
La relation entre le temps réel et imaginaire peut être visualisée sous la forme d'axes perpendiculaires de direction.

Le temps imaginaire est un concept dérivé de la mécanique quantique.
Si l'on imagine le « temps ordinaire » sur une ligne horizontale reliant le passé et le futur, alors le temps imaginaire est perpendiculairement à cette ligne comme le nombre imaginaire est perpendiculaire au nombre réel dans le plan complexe. Cette approche permet de concevoir le temps comme une entité bidimensionnelle : on peut aller de l'avant et vers l'arrière tout au long du temps imaginaire, tout comme on peut se déplacer de haut en bas dans l'espace réel.
Certains problèmes de physique quantique peuvent être résolus en représentant le temps sous forme imaginaire. Par exemple, Stephen Hawking y a recours pour expliquer certains événements qui se sont déroulés tout de suite après le Big Bang.

## Définition
Le temps imaginaire n'est pas imaginaire dans le sens irréel ou confectionné. Il se trouve dans un sens différent du type de temps que nous vivons. Le mot imaginaire ayant ici un sens très précis, celui que lui donnent les mathématiques, dans les nombres complexes.
Il n'existe pas de relation d'ordre entre les nombres complexes, contrairement aux réels et à la mesure classique du temps.